# Juno Beach

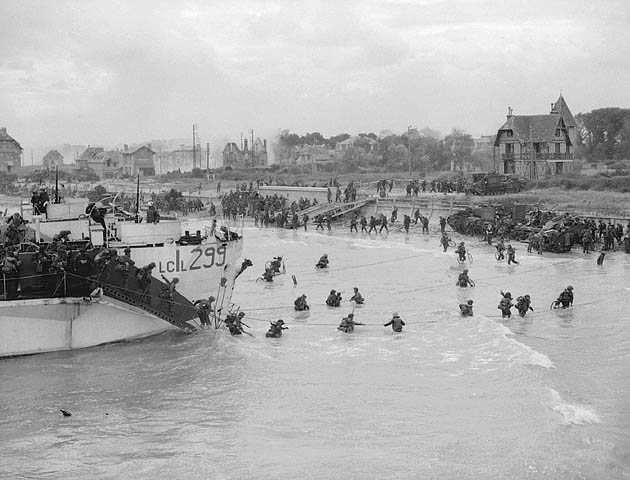
Landung am Strandabschnitt Nan

Juno Beach war der Operationsname während der Landung der Alliierten im Zweiten Weltkrieg für einen französischen Küstenabschnitt in der Normandie.

## Lage

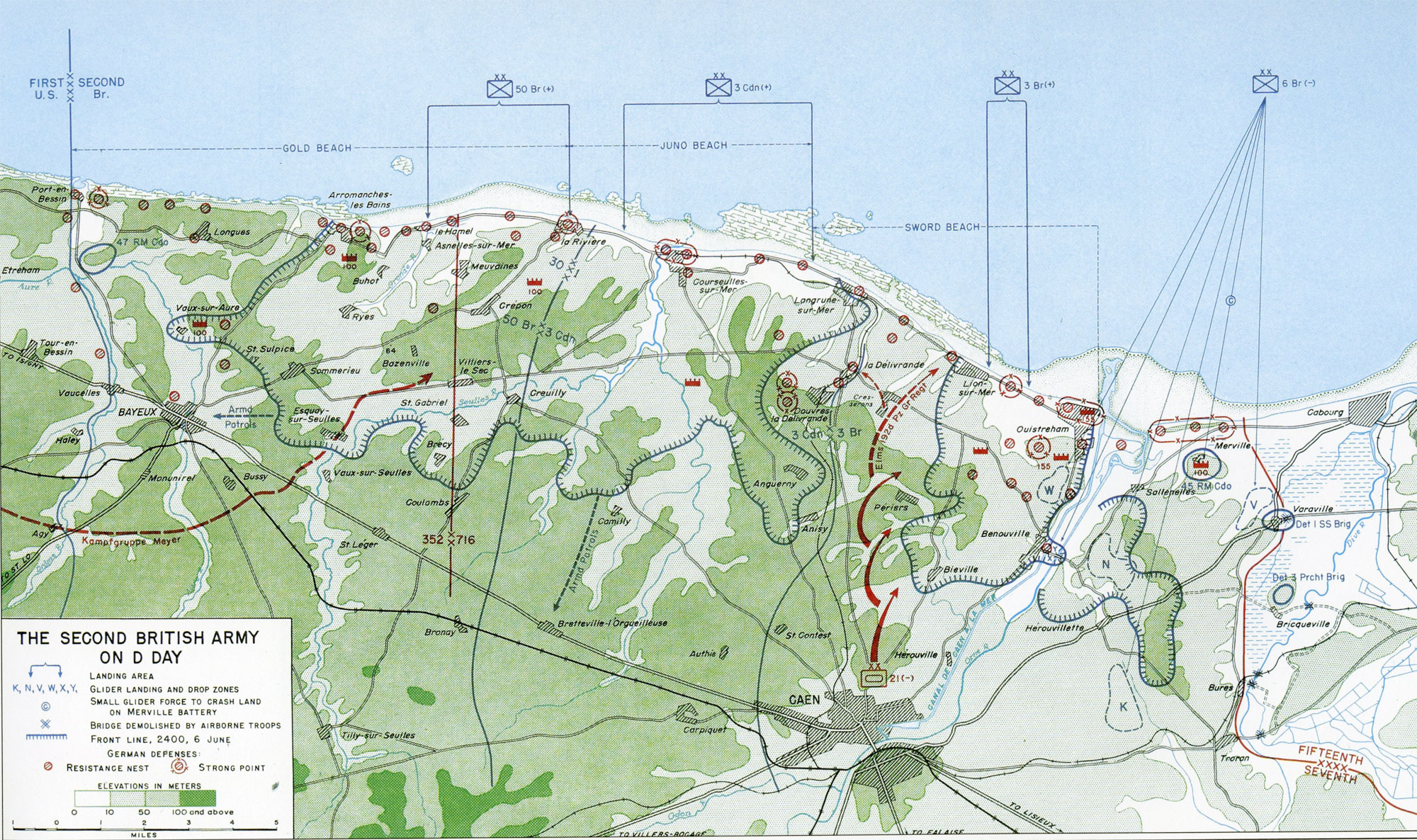
Karte der Operationen der britischen 2. Armee am D-Day

Juno Beach erstreckte sich zwischen Saint-Aubin-sur-Mer im Osten und dem zu Ver-sur-Mer gehörendem La Rivière im Westen. Die Landezone war nochmals in zwei Abschnitte mit den Namen Mike und Nan unterteilt. Im Rahmen der Operation Overlord wurde dieser Strandabschnitt kanadischen Truppen zugewiesen, er lag zwischen den – jeweils britischen – Abschnitten Sword und Gold. Die 3rd Canadian Division unter Major General Rod Keller, unterstützt von Royal Marines Commandos, landete am D-Day (6. Juni 1944) an diesem Strandabschnitt, der daher auch oft Kanadischer Strand genannt wird.

## Beschaffenheit
Juno Beach war der von der deutschen Wehrmacht am zweitheftigsten verteidigte Strand nach Omaha Beach. Im Vergleich mit Omaha hatte der Strand von Juno selbst weniger Tiefe, der künstliche Wall war sogar höher und das Wasser wesentlich stärker vermint. Omaha hatte dagegen 30 m hohe Klippen und war schwer einzunehmen, weil auf ihnen Stellungen mit freiem Schussfeld waren.

## Verteidigung
Dieser Abschnitt war von deutscher Seite her der 716. Infanterie-Division unter Befehl von General Wilhelm Richter zugewiesen worden. Dazu kamen elf schwere Batterien mit 155-mm-Geschützen, sowie neun mittlere Batterien mit 75-mm-Geschützen. Zahlreiche deutsche Bunker und Befestigungen lagen dem Landungsabschnitt gegenüber; sie konzentrierten sich besonders auf der Seite von Courseulles-sur-Mer.
Allerdings bestand diese 716. Division hauptsächlich aus unter 18-Jährigen und Männern über 35, darunter weitgehend Veteranen des Krieges gegen die Sowjetunion, die behindernde Verletzungen hatten. Das minderte die Kampfkraft dieser Division beträchtlich.

## Vorbereitung
Die vorausgegangenen nächtlichen Luftangriffe auf die deutschen Stellungen hinterließen zunächst keine nennenswerten Schäden. Selbst beim anschließend von See aus unmittelbar vor der Landung durchgeführten starken Dauerbeschuss zwischen 6:00 Uhr und 7:30 Uhr, bei dem die Schiffsgeschütze und sogar an Deck stehende Panzer und Artillerieeinheiten eingesetzt wurden, konnte nur etwa jeder siebte Bunker entlang des Strandes zerstört werden. Als sich die Landung selbst auch noch wetterbedingt um eine gute halbe Stunde verzögerte, gab dies alles den Verteidigern noch einmal Zeit sich neu zu formieren.

## Landung

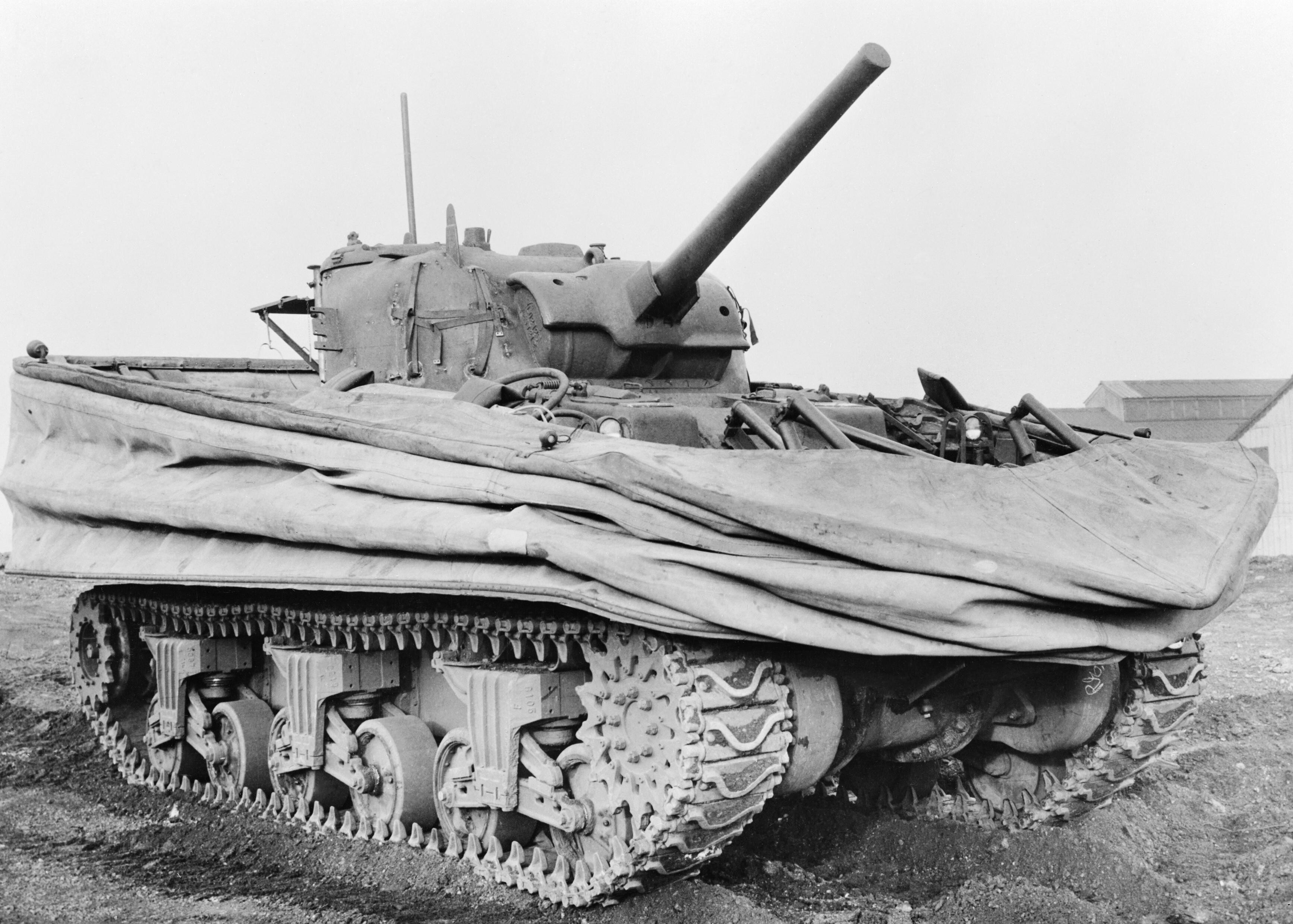
Sherman-Schwimmpanzer

Der Angriff wurde von der 3. Kanadischen Infanteriedivision und der 2. Kanadischen Panzerbrigade durchgeführt, während das 1. Kanadische Fallschirmjägerbataillon am Flankenschutz der Landungen beteiligt war. 14.000 Kanadier betraten im Zuge dessen am 6. Juni 1944 französischen Boden.
Zur Unterstützung der Infanterie brachten Landungsboote DD-Tanks bis auf etwa 700 Meter an das Ufer. Allerdings konnten nur einige wenige dieser Schwimmpanzer zu Wasser gelassen und angelandet werden, dadurch kamen sie wesentlich später als die erste Welle der Soldaten an, die deshalb hohe Verluste hinnehmen mussten. Am östlichen Ende des Juno Beach war die See noch rauer und so stürmten die dort gelandeten Kanadier völlig ohne Panzer ans Ufer, was sie überproportional viele Opfer kostete. Trotz dieses hohen Blutzolls gelang aber auch ihnen letztendlich der Durchbruch.
Die 7. Brigade, unterstützt vom 6. Kanadischen Panzerregiment (1st Hussars), ging im westlichen Sektor, genannt Mike, an Land. Die 8. Brigade, unterstützt vom 10. Kanadischen Panzerregiment (The Fort Garry Horse), im östlichen Strandabschnitt Nan. Die 9. Brigade blieb vorerst als Reserve zurück.
In der ersten Stunde nach dem erfolgten Angriff beliefen sich die gesamten kanadischen Verluste schon etwa auf die Hälfte aller an Land gegangenen Soldaten (und ist damit nur für diese eine Stunde vergleichbar mit den weltbekannten amerikanischen Verlusten am Omaha Beach.) Den wenigen angelandeten Schwimmpanzern gelang es dann aber, die Verteidigungspositionen der erbittert kämpfenden deutschen Verteidiger erfolgreich zu bekämpfen, nicht zuletzt indem sie – dem Häuserkampf ähnlich – gezielt die am Strand befindlichen Häuser zusammenschossen, in die kurz vorher deutsche Stellungen beordert wurden. Nachdem es den Kanadiern nach über einer Stunde Kampf dann endlich gelungen war, den Wall von der Strandseite her zu überwinden, konnten sie dann wiederum mit diesen Panzern ins Hinterland vordringen und die dortigen – zur Landseite hin nur unzulänglich gesicherten – deutschen Stellungen rückwärtig schnell ausschalten.

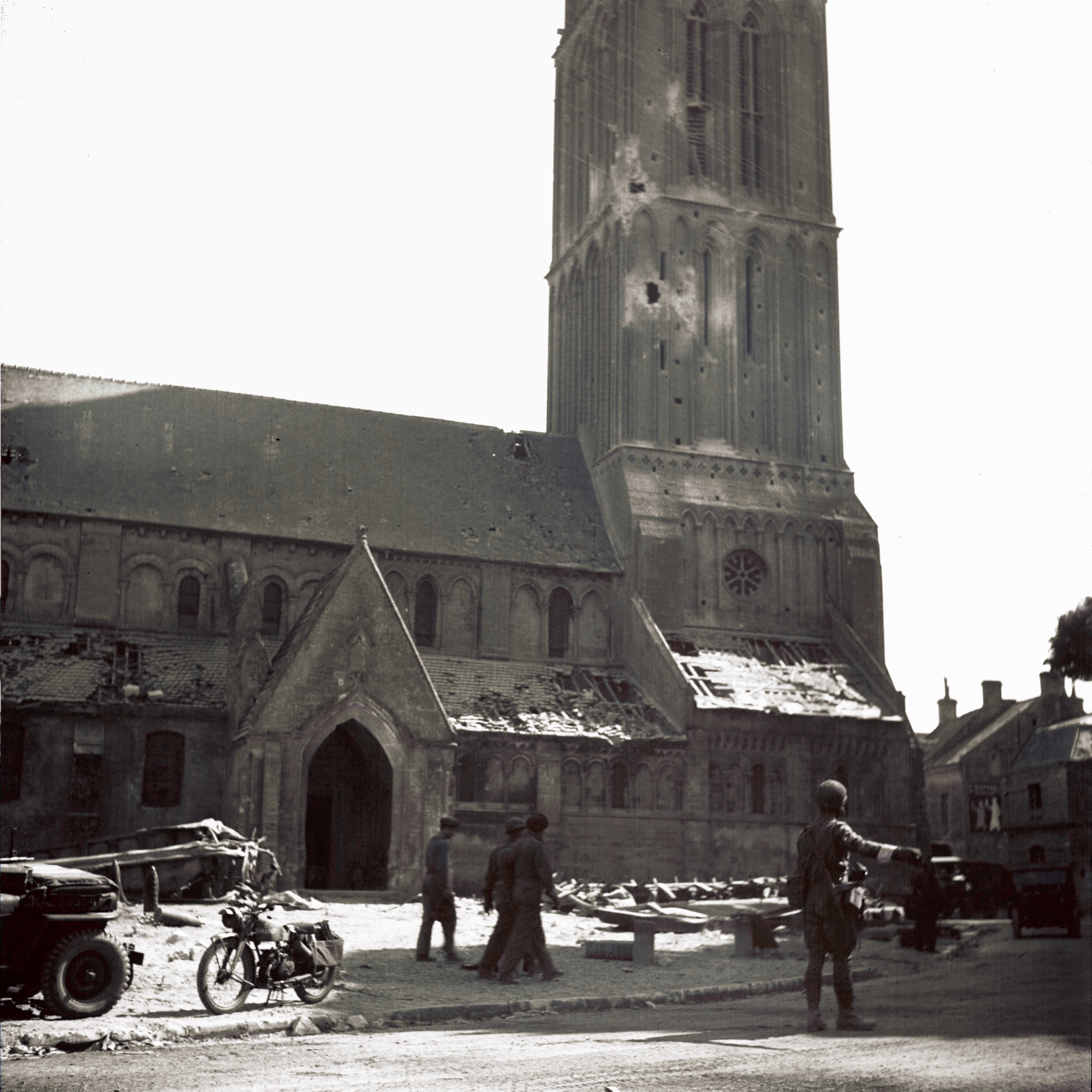
Ein kanadischer MP regelt die Durchfahrt in Bernières-sur-Mer am späten Nachmittag des 6. Juni 1944

## Eroberung und Festsetzung
Gegen Mittag war die komplette 3. Kanadische Division an Land und bereits einige Kilometer in das Hinterland vorgedrungen, sie konnte dann die Brücken über den Fluss Seulles einnehmen und die Stadt Saint-Aubin-sur-Mer war gegen 18:00 Uhr in kanadischer Hand. Eine Gruppe des 6. Kanadischen Panzerregiments konnte als einzige die gesteckten Ziele in der Normandie erreichen, sie waren beachtliche 15 km landeinwärts gerückt und kreuzten sogar die Route Nationale 13 zwischen Caen und Bayeux. Ohne die nicht unterstützend nachrückende Infanterie hielt man es allerdings nach einigen Stunden für klüger, sich zunächst wieder zu der Linie ihrer restlichen Truppen zurückziehen.
Am Ende des D-Day war es den Kanadiern gelungen, so weit wie keine andere alliierte Einheit auf französischen Boden vorzudringen, obwohl sie bei der Landung auf ähnliche Gegenwehr gestoßen waren wie die Amerikaner am Omaha Beach. Dabei verloren an diesem einen Tag 359 kanadische Soldaten ihr Leben, weitere 715 wurden verwundet. Von dem eigentlich noch am D-Day geplanten Zusammenschluss mit den britischen Truppen von Sword Beach und Gold Beach, sowie mit den US-Amerikanern von Omaha Beach gelang bis zum Abend des Invasionstages nur das Zusammentreffen mit den Truppen von Gold, etwa 10 km landeinwärts. Mit Sword erfolgte dies am Abend des nächsten Tages, mit Omaha sogar erst am 8. Juni.
Der Marsch über Bayeux zur Großstadt Caen konnte beginnen, wo die Schlacht um Caen die Entscheidung brachte, dass sich die Invasionstruppen dauerhaft in der Fläche auf französischem Boden festsetzen konnten. Erst danach konnte man die Einnahme der Hafenstadt Cherbourg angehen, ohne dass die Invasionstruppen von der deutschen Wehrmacht noch komplett auf der Halbinsel Cotentin hätten eingekesselt werden können.